# 瓦普
瓦普（Ua-Pou）是法国海外集体法屬玻里尼西亞马克萨斯群岛行政区的一个市镇，领土涵盖同名岛屿。

## 地理
瓦普（9°23'43"S, 140°3'51"W）面积105 平方千米，位于法国海外集体法屬玻里尼西亞馬克薩斯群島。
由于瓦普领土为海洋中的一岛屿（外加几座小岛），故不与任何市镇接壤。

## 行政
瓦普的邮政编码为98745、98746，INSEE市镇编码为98757。

## 政治
瓦普的现任市长为约瑟夫·凯哈（Joseph Kaiha）先生，任期为2020-2026年。

## 人口
瓦普于2022年时的人口数量为2,168人。